# Lea Katz – Die Kriminalpsychologin: Einer von uns
Einer von uns ist ein deutscher Kriminalfilm von Konrad Sabrautzky aus dem Jahr 1999. Es handelt sich um die zweite und zugleich letzte Episode der ZDF-Kriminalfilmreihe Lea Katz – Die Kriminalpsychologin mit Martina Gedeck in der Titelrolle. Die Erstausstrahlung erfolgte am 31. Januar 1999 zur Hauptsendezeit.

## Handlung
Bei der Berliner Polizei wird die Verfolgung zweier Jugendlicher aufgenommen, die mehrere Autos demoliert und einen alten Mann verprügelt haben. In einem Park finden die Beamten die Leiche des schwer sexuell misshandelten fünfjährigen Daniel. Kriminalpsychologin Lea Katz und ihr Kollege Jochen Kosmalla nehmen sich des Falles an und stoßen bei ihren Ermittlungen auf eine Anzeige gegen den Erzieher Bernd May, der der sexuellen Belästigung bezichtigt wird. Während der Fahnder Kosmalla glaubt, in May den Mörder gefunden zu haben, ist seine Kollegin Katz von dessen Unschuld überzeugt. Kosmallas Sicherheit, den Fall aufgeklärt zu haben, treibt den Verdächtigten Bernd May in den Suizid. Daraufhin wird Kosmalla von den Ermittlungen ausgeschlossen und Lea Katz erhält Verstärkung vom Kollegen Martin Stelzer.

## Produktionsnotizen
Für die Produktion, die im Jahr 1997 unter dem Arbeitstitel Lea Katz – Die Kriminalpsychologin: Schuldig bei Verdacht entstand, zeichnete die Westdeutsche Universum-Film GmbH unter Federführung von Produzentin Elke Kimmlinger verantwortlich.